# Aéroport de Moscou-Joukovski
Pour les articles homonymes, voir Aéroport de Moscou.
L’aéroport Joukovski (anciennement Ramenskoïé) (en russe : Аэропорт Жуко́вский) (code IATA : ZIA • code OACI : UUBW) est un aéroport international situé dans l'Oblast de Moscou, à 36 km au sud-est du centre de Moscou, dans la ville de Joukovski. D'usage d'abord militaire, il s'est ouvert au trafic commercial en mars 2016. 

## Situation
| Vnoukovo Domodiédovo Joukovski · Ramenskoïe Chérémétiévo Ostafiévo Chkalovskii |

### Carte des aéroports moscovites
| \| 50 km1:1 791 000 \| Koursk Abakan Anapa Pskov Arkhangelsk Astrakhan Barnaoul Belgorod Blagoveshchensk Bratsk Grozny Guelendjik Iakoutsk Iékaterinbourg Ijevsk Ioujno-Sakhalinsk Irkoutsk Kaliningrad Kazan Kemerovo Khabarovsk Khanty-Mansiïsk Krasnodar Krasnoïarsk Magadan Magnitogorsk Makhachkala Mineralnye Vody Mirny Moscou · SVO Moscou · DME Moscou-VKO Mourmansk Narian-Mar Nijnekamsk Nijnevartovsk Nijni Novgorod Noïabrsk Alykel Novokouznetsk Novossibirsk Novy Ourengoï Omsk Orenbourg Oufa Oulan-Oude Oulianovsk Perm Petropavlovsk-Kamtchatski Rostov · sur-le-Don Sabetta Saint-Pétersbourg Salekhard Samara Saratov Simferopol Sotchi Sourgout Stavropol Kyzyl Syktyvkar Tcheliabinsk Tchita Tioumen Tomsk Vladivostok Volgograd Voronej |
| 50 km1:1 791 000 |

## Statistiques
Le graphique qui aurait dû être présenté ici ne peut pas être affiché car il utilise l'ancienne extension Graph, désactivée pour des questions de sécurité. Des indications pour créer un nouveau graphique avec la nouvelle extension Chart sont disponibles ici.

Voir la requête brute et les sources sur Wikidata.

## Compagnies et destinations
| Compagnies           | Destinations |
| -------------------- | --- |
| Air Manas            | En saison : Bichkek Manas |
| Avia Traffic Company | En saison : Och |
| Belavia              | Minsk |
| IrAero               | Karaganda , Kokshetau , Kyzyl , Petropavlovsk , Sochi/Adler |
| Onur Air             | Istanbul |
| Pegas Fly            | En saison Charter : Fuzhou-Chánglè, Haikou, Hangzhou-Xiaoshan, Jinan, Nanning |
| Somon Air            | Douchanbé, Khodjent, Kulob |
| SunExpress           | En saison : Antalya |
| Ural Airlines        | - Almaty, - Douchanbé, - Khodjent, - Och, - Chimkent, - Tbilissi-C. Roustavéli, - Tel Aviv - Ben Gourion En saison : - Bichkek Manas, - Karchi, - Kulob, - Noukous (en), - Simféropol, - Sotchi-Adler |
| UVT Aero             | Kazan |

Édité le 19/02/2019